# Laura Netzel
Laura Constance Netzel, född Pistolekors den 1 mars 1839 i Rantasalmi, Finland, död 10 februari 1927 i S:t Johannes församling, Stockholms stad, var en finlandssvensk tonsättare, pianist, dirigent och konsertarrangör. Hon var även verksam i stödverksamheter för fattiga barn, kvinnor med dålig ekonomi och arbetare. Hennes pseudonym som tonsättare var N Lago.

## Biografi
Laura Netzel föddes 1839 i Rantasalmi, Finland. Hon studerade piano för Anton Door och Mauritz Gisiko och sång för Julius Günther. Hon förkovrade sig i komposition hos Wilhelm Heintze i Stockholm och Charles-Marie Widor i Frankrike. Hon debuterade som tonsättare år 1874. 
Hon var gift med professor Wilhelm Netzel.

## Verk

### Orkesterverk
- Fantaisie pour orchestre, op. 77, till text av kung Oscar II (1903)
- Violinkonsert, op. 83
- Pianokonsert, op. 84

### Kammarmusik
- Berceuse et Tarentelle för violin och piano, op. 28 (senast 1892)
- Suite i a-moll för flöjt och piano, op. 33
- Tarantelle i a-moll för violin och piano, op. 33 (1896)
- Humoresque i F-dur för violin och piano, op. 37 (senast 1896)
- Romance i E-dur för violin och piano eller orgel, op. 38
- Romance i A-dur för violin och piano, op. 40 (senast 1896)
- Andante religioso i D-dur för violin och piano, op. 48 (1896)
- Sérénade för piano, violin och cello, op. 50 (1895)
- Danse Hongroise för cello och piano, op. 51
- Chanson Slave i G-dur för violin och piano, op. 53 (senast 1894)
- Berceuse i E-dur för violin och piano, op. 59 (senast 1906)
- La gondoliera i A-dur för violin och piano, op. 60 (1896)
- Suite i a-moll för violin och piano, op. 62 (1897)
- Sonat i e-moll för cello och piano, op. 66 (senast 1899)
- Preludio e Fughetta i g-moll för piano, violin och cello, op. 68 (1900)
- Berceuse i Fiss-dur för violin (eller flöjt) och piano, op. 69 (senast 1900)
- Colibri i F-dur för flöjt och violin, op. 72
- Pianotrio i d-moll, op. 78 (senast 1895)
- Poème romantique i Ass-dur för 3 violiner och piano, op. 86

### Pianomusik
- 3 Salonstykker för piano, op. 24
- Humoresker nr 1–3 för piano, op. 26 (1889)
- Pianosonat i Ess-dur, op. 27 (senast 1893)
- Menuett i G-dur för piano, op. 48
- Feu Follet, konsertetyd i Ass-dur för piano, op. 49 (senast 1877)
- Deux Études de Concert för piano, op. 52 (senast 1885)
- Six Morceaux för piano, op. 57 (1896)
- Pianokonsert i e-moll för 2 pianon

### Körverk
- Ballad för soloröst, blandad kör och orkester, op. 19 (1887)
- Davids 146 Psalm för blandad kör och orgel, op. 29, till text ur Psaltaren
- Deux Choeurs för Fruntimmersröster och piano, op. 30
  1. ”Edelweiss” till text av Carl Snoilsky
  2. ”Le papillion et la rose” till text av Victor Hugo
- Tre Chörer, op. 31 (1890)
  1. ”Fjäriln och rosen” för damkör a cappella till text av tonsättaren
  2. ”Vind, som mig smeker” för damkör a cappella till text av Johan Ludvig Runeberg
  3. ”Zuleimas sång” för sopransolo och manskör a cappella till text av Johan Nybom
- Stabat Mater för soloröster, blandad kör och orgel, op. 45 (1890)
- Chör för fruntimmersröster för damkör och piano
  1. ”Edelweiss” till text av Carl Snoilsky
  2. ”Det vet ingen” till text av Zacharias Topelius

### Vokalmusik
- Sånger vid piano med obligat violin, op. 20
  1. ”Hvem styrde hit din väg?” till text av Johan Ludvig Runeberg
  2. ”Om min tanke långt från gruset” till text av Carl David af Wirsén
- Trastens klagan för röst och piano till text av kung Oscar II, op. 34 (1889)
- Les cloches du Monastère, ballad för sopran och piano eller orkester till text av Eric Bögh, op. 35
- Fyra sånger vid piano, op. 36 (1888)
  1. ”Slumra, slumra bölja blå” till text av Fjalar
  2. ”En dröm” till text av Fjalar
  3. ”Morgonstråle till text av Zacharias Topelius
  4. ”En gang, og aldrig mer”
- Trenne duetter för fruntimmersröster och piano, op. 39 (1889)
  1. ”Hur skönt bland österns skyar” till text av. Johan Ludvig Runeberg
  2. ”Aftonsång” till text av Johan Nyblom
  3. ”Visa från Mora” till text av kung Oscar II
- Ave Maria för röst och orgel eller piano, op. 41 (1894)
- Blå grottan, duo för sopran och tenor vid piano till text av Carl Snoilsky, op. 43
- Tre sånger för röst och piano, op. 44 (1890-talet)
  1. ”Lied” till text av Emanuel Geibel
  2. ”Wunsch” till text av Robert Reinick
  3. ”Grüss” till text av Heinrich Heine
- Fyra sånger för mezzosopran eller baryton och piano, op. 46 (1878)
  1. ”Rappelle-toi” till text av Alfred de Musset
  2. ”Malgré-moi!” till text av Jules Barbier
  3. ”Rêve encore!” till text av Victor Hugo
  4. ”Je pense à toi!” till text av Jules Barbier
- Tre sånger vid piano, op. 47
  1. ”I natten” till text av Viktor Rydberg
  2. ”Det är brännande yrsel i rosornas doft” (okänd textförfattare)
  3. ”Madrigal” till text av Armand Sylvestre
- Voici la brise för röst och piano till text av Zari, op. 55 (1895?)
- Riddaren drager till Hove för röst och piano eller orkester, op. 56
- Sehnsucht, visa för alt eller baryton och piano, op. 63
- Kennst du am Rhein die Glocken, visa för alt eller baryton till text av Carmen Sylva, op. 75
- Flaggan opp!, in memoriam Konung Oscar II, för röst och piano, op. 85 (1907?)

- Fjäriln för röst och piano till text av Elias Sehlstedt (1884)
- Kyrkoaria med accompagnement för orgel eller piano till text ur Stabat mater (1884)
- Tre sånger vid piano (1884)
  1. ”Lofsång” till text av Esaias Tegnér
  2. ”Chant du rossignol” (okänd textförfattare)
  3. ”Stilla, mitt hjerta” till text av Bernhard Elis Malmström
- Tvenne Trior för Fruntimmers röster med pianoackompanjemang (1884)
  1. ”Trio” till text av. Johan Ludvig Runeberg
  2. ”Barcarolle” (okänd textförfattare)
- Blomman för röst och piano till text av Bernhard Elis Malmström (1887)
- Morgonen för röst och piano till text av Johan Ludvig Runeberg (1891)
- Ett barns aftonbön för röst och piano till text av Carl Wilhelm Böttiger (1898)
- Blomman för röst och piano till text av Johan Ludvig Runeberg
- Colibri för röst och piano
- Der einst Gedanke för röst och piano
- Säg mig du lilla fogel för röst och piano till text av Johan Ludvig Runeberg
- Vårsång för röst och piano till text av Bernhard Elis Malmström
- Välsigna käre Herre det hem som öppnas här för röst och piano